# Automolodes goldiei
Automolodes goldiei là một loài bướm đêm trong họ Geometridae.